# Рейнауди, Этторе
Этторе Петро Карло Рейнауди (итал. Ettore Reynaudi; 4 ноября 1895, Новара, Пьемонт — 9 июня 1968, Новара, Пьемонт) — итальянский футболист, полузащитник; тренер. Участник летних Олимпийских игр 1920 года.

## Биография
Этторе Рейнауди родился 4 ноября 1895 года в итальянском городе Новара.
Участвовал в Первой мировой войне на территории будущей Югославии и Македонии.
Играл в футбол на позиции полузащитника. В 1911—1915 годах выступал за «Новару», в 1915—1919 годах — за «Ювентус». В 1920—1927 годах вновь защищал цвета «Новары», провёл в чемпионате Италии 61 матч, забил 7 мячей. В сезоне-1927/28 опять играл в «Ювентусе», проведя 2 поединка, после чего на год снова возвратился в «Новару», в составе которой сыграл 5 поединков. Сезон-1929/30 провёл в «Монце», сыграл 2 матча.
В 1920-1921 годах провёл 6 матчей за сборную Италии, мячей не забивал. Дебютным стал товарищеский поединок 13 мая 1920 года в Генуе против сборной Нидерландов (1:1).
В 1920 году вошёл в состав сборной Италии по футболу на летних Олимпийских играх в Антверпене, занявшей 4-е место. Играл на позиции полузащитника, участвовал в 2 матчах против сборных Египта (2:1) и Норвегии (2:1).
После завершения игровой карьеры стал тренером. В 1946—1947 годах возглавлял «Вербанию Спортиву» в Серии C. В 1940-1950-е годы тренировал молодёжные команды «Новары».
Умер 9 июня 1968 года.